# Pardosa ancorifera
Pardosa ancorifera este o specie de păianjeni din genul Pardosa, familia Lycosidae, descrisă de Schenkel, 1936. Conform Catalogue of Life specia Pardosa ancorifera nu are subspecii cunoscute.